# Metallata minorata
Metallata minorata är en fjärilsart som beskrevs av Smith 1900. Metallata minorata ingår i släktet Metallata och familjen nattflyn. Inga underarter finns listade i Catalogue of Life.